# わくわく授業 わたしの教え方
『わくわく授業 わたしの教え方』（ -じゅぎょう わたしのおしえかた）は、2003年4月10日から2008年3月9日までNHK教育テレビで放送された教養番組である。

## 概要
それまで木曜日23:00枠の『教育フォーカス』が行った「わくわく授業」シリーズを単独番組化したもので、同様に学校現場でユニークな教育手法を実践している教員と、彼らによる授業の模様を取材・紹介した。また、その教員に自身の教育方針などについてインタビューした。

## 放送時間
いずれも日本標準時である。別の時間帯での再放送あり。
- 木曜日 22:25 - 22:50 （2003年4月10日 - 2005年3月31日）
- 日曜日 07:40 - 08:05 （2005年4月10日 - 2006年4月2日）
- 日曜日 18:00 - 18:44 （2006年4月9日 - 2007年4月1日）
- 日曜日 19:00 - 19:29 （2007年4月8日 - 2008年3月9日）

## 司会・ナレーター
いずれもNHKアナウンサー（後に離職した人物も含む）である。
- 永井伸一
- 内藤啓史
- 滝島雅子
- 礒野佑子

## テーマソング
- 作曲：大島ミチル
- 演奏：奥村愛